# Нечай, Алексей Сидорович
Нечай Алексей Сидорович — советский металлург, Герой Социалистического Труда.

## Биография
Родился в 1928 году в селе Гуляйполе Славгородского района Алтайского края. Окончил ремесленное училище в Новокузнецке. C 1945 года работает на КМК горновым, с 1967 горновой доменного цеха ЗСМК. 
С 1978 года - пенсионер союзного значения. 
Принимал плавку на 5-й кузнецкой домне, на 2-й домне ЗСМК. 
Герой Социалистического Труда с 1970 года. 
Жил в Новокузнецке.
Депутат Кемеровского областного совета народных депутатов.